# Garuda

Garuda als thailändisches Hoheitszeichen

Garuda (Sanskrit गरुड garuḍa, m.) ist in der indischen Mythologie ein schlangentötendes, halb mensch-, halb adlergestaltiges Reittier (Vahana) des Vishnu, Sohn des Kashyapa und der Vinata. In vielen, mit dem Hinduismus und Buddhismus von Indien bis nach Südostasien und Ostasien verbreiteten Mythen hat der Garuda unter anderem die Bedeutung eines Götterboten, der den Menschen Nachrichten und Anweisungen der Götter überbringt.
In Thailand und Indonesien wird Garuda zudem als Hoheitszeichen oder Amtssiegel von den Behörden der Regierung verwendet. Die staatliche indonesische Fluggesellschaft Garuda Indonesia ist nach ihm benannt.

## Indische Mythologie

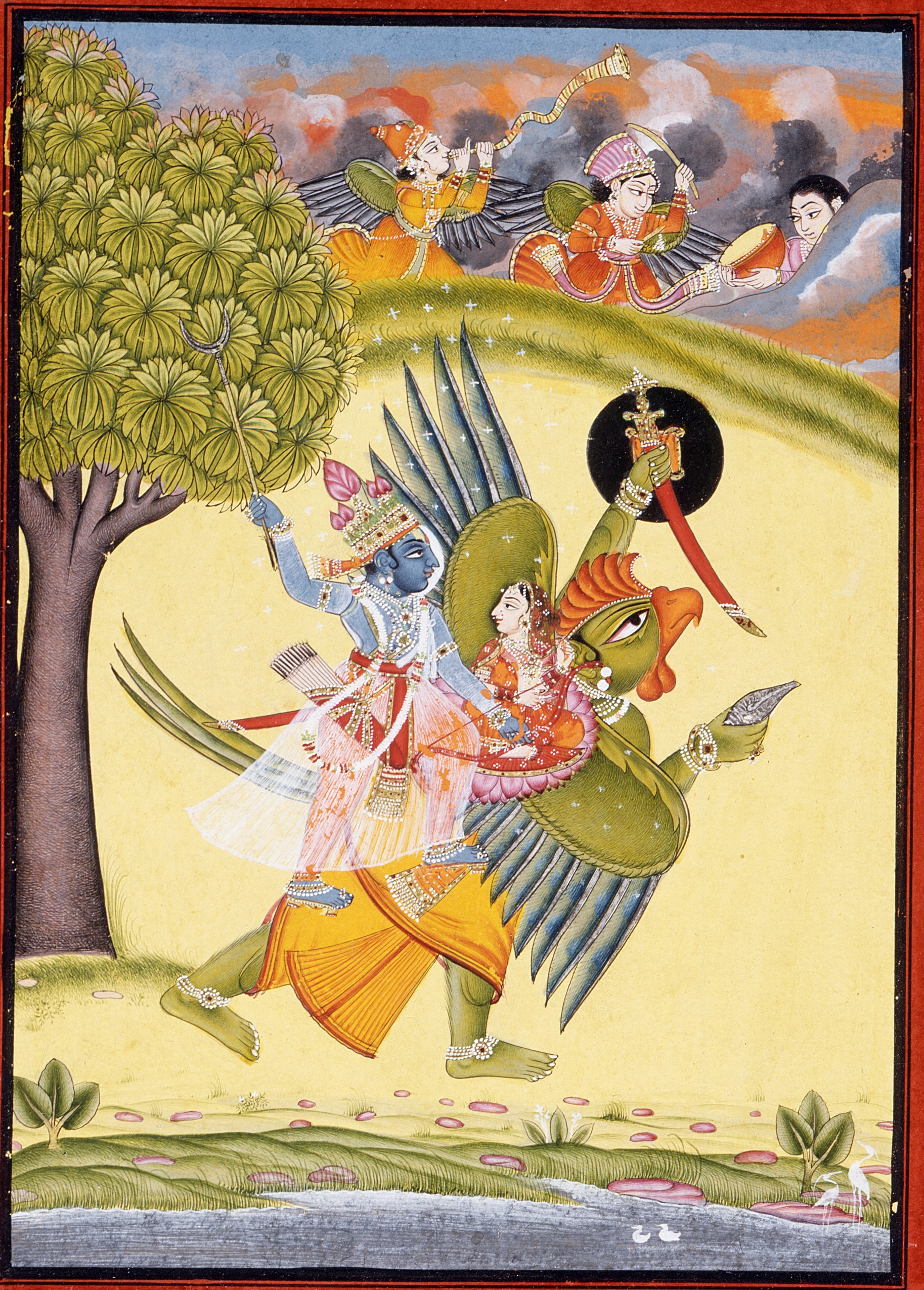
Garuda, Vishnu und Lakshmi

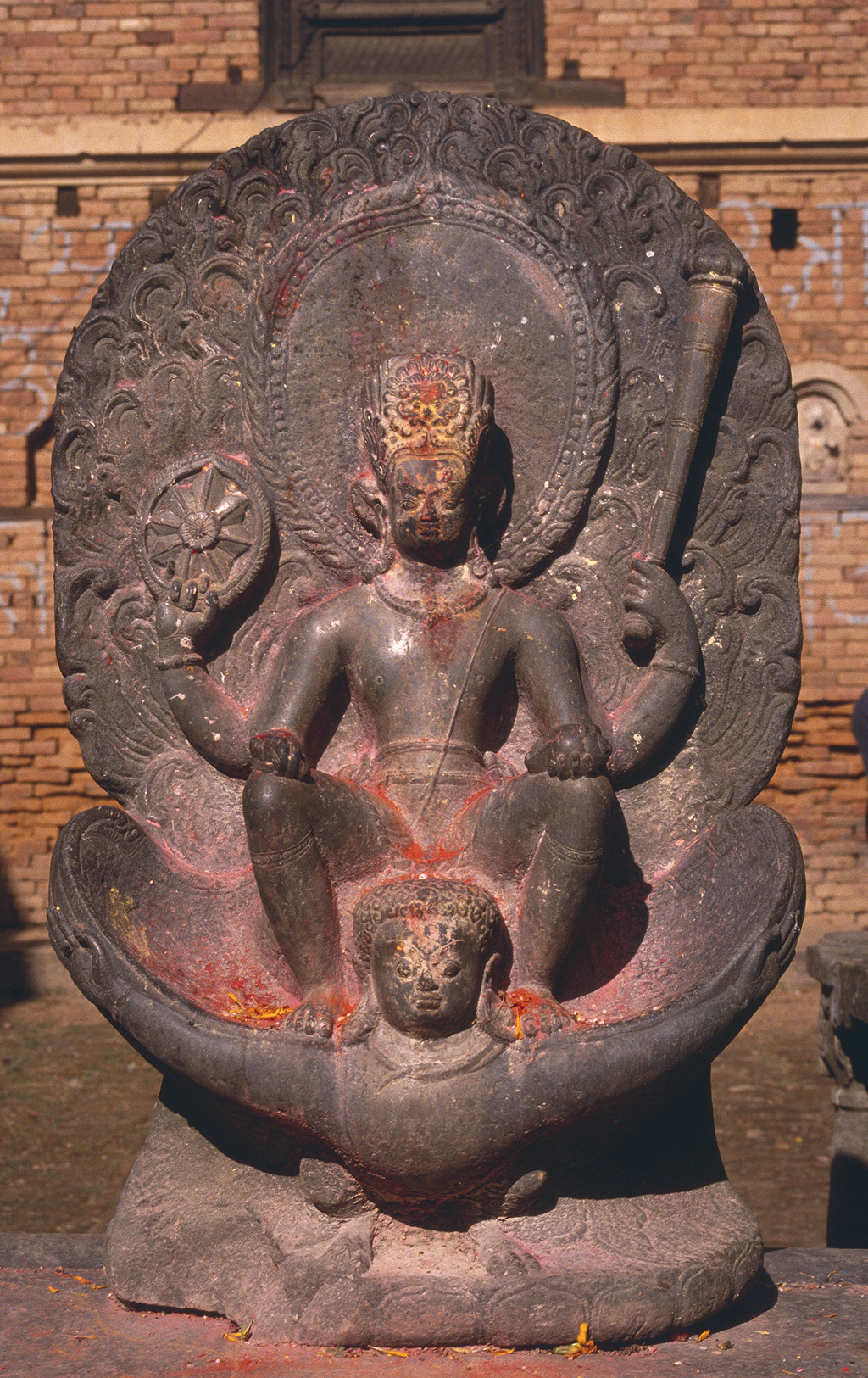
Vishnu, auf Garuda reitend – Skulptur bei Bhaktapur, Nepal

In Urzeiten hatte der alte Schöpfergott und Vater der Kreaturen Kashyapa, der „alte Schildkröten-Mann“, einmal zwei Ehefrauen: Vinata, den Himmel, und Kadru, die Erde. Kadru gebar eine Vielzahl von Eiern, aus denen die verschiedensten Arten von Nagas schlüpften. Vinata jedoch legte nur drei Eier.
Eifersüchtig auf Kadru und ihre zahlreichen Nachkommen zerbrach sie das erste Ei. Das Wesen im Ei hatte jedoch noch keine Gestalt angenommen: Es entstand der Blitz. Das zweite Ei enthielt einen strahlenden Jugendlichen. Ebenfalls als Frühgeburt zur Welt gekommen hatte er keine Beine. Es war Aruna, die Morgen-Dämmerung, der Wagenlenker des Sonnengottes Surya. Aruna war nicht so begeistert von seiner Behinderung, er verfluchte seine Mutter und machte sie so zur Sklavin ihrer Rivalin, der Schlangen-Mutter Kadru.
Als das dritte Ei ausgebrütet war, schlüpfte der mächtige Garuda heraus. Er verlangte sofort, seine Mutter freizulassen. Die Nagas jedoch verlangten als Gegenleistung das Unsterblichkeits-Elixir Amrita, welches Garuda daraufhin von den Göttern stehlen musste.
So erklärt sich die ewige Feindschaft zwischen den Nagas und dem Garuda.
Der spirituelle Gegensatz von Vogel (Adler) und Schlange ist auch bei uns im Westen von den alten Sumerern bekannt (siehe z. B. in Nietzsches Zarathustra, auch in Wappen und Fahne Mexikos).

„Der Vogel wird als „Schlangen-Töter“ oder „Naga-Töter“ (nagantaka) oder „Schlangen-Verzehrer“ (nagasana) angerufen. Sein eigentlicher Name ist Garuda, von der Wurzel gri, „herunterschlingen“. Als unbarmherziger Vernichter der Schlangen ist er mit mystischer Macht über die Wirkungen des Giftes erhaben.“

Das nach Garuda benannte Garudapurana ist eines der 18 Mahapuranas des Hinduismus und enthält mythische Erzählungen um Vishnu.
Mit der Ausbreitung des Buddhismus gelangte der Garuda nach Südostasien und bis in den Norden Zentralasiens, wo er bei den Mongolen als der Adler Garide bekannt ist. Nach einem zentralasiatischen Mythos liegt wie in der iranischen Mythologie im Himmel ein „Milchsee“. Eine Erzählung handelt von einem mächtigen Herrscher, der seine Tochter demjenigen zur Frau geben wollte, der ihm die Flügel des Garuda bringen würde. Ein junger Held machte sich mit einigen Jägern auf den Weg, um den mythischen Vogel zu finden. Auf einem Berg (dem Weltenberg) angekommen sah die Gruppe eine zunehmende weiße Verfärbung am Himmel über ihnen. Der Held fragte, was das sei, und erhielt zur Antwort, dies sei der Milchsee. Das Dunkle mitten im See sei ein Wald, worin der Vogel lebt. Demnach lag der Milchsee am Gipfel eines Berges, der in den Himmel reicht. Der Wald ist nichts anderes als der Lebensbaum, in dessen Wipfeln sich allgemein Vögel aufhalten und nach mehreren Sagen auch der Garuda.

## Tibetische Mythologie
Neben dem Schneelöwen, dem Drachen und dem Tiger gehört der Garuda zu den vier „Würden“ beziehungsweise „Kraft-“ oder „Symboltieren“ der vier Himmelsrichtungen. Auf tibetischen Gebetsfahnen befinden sie sich häufig jeweils in einer Ecke, ergänzt durch ein Windpferd in der Mitte.

## Garuda in Thailand

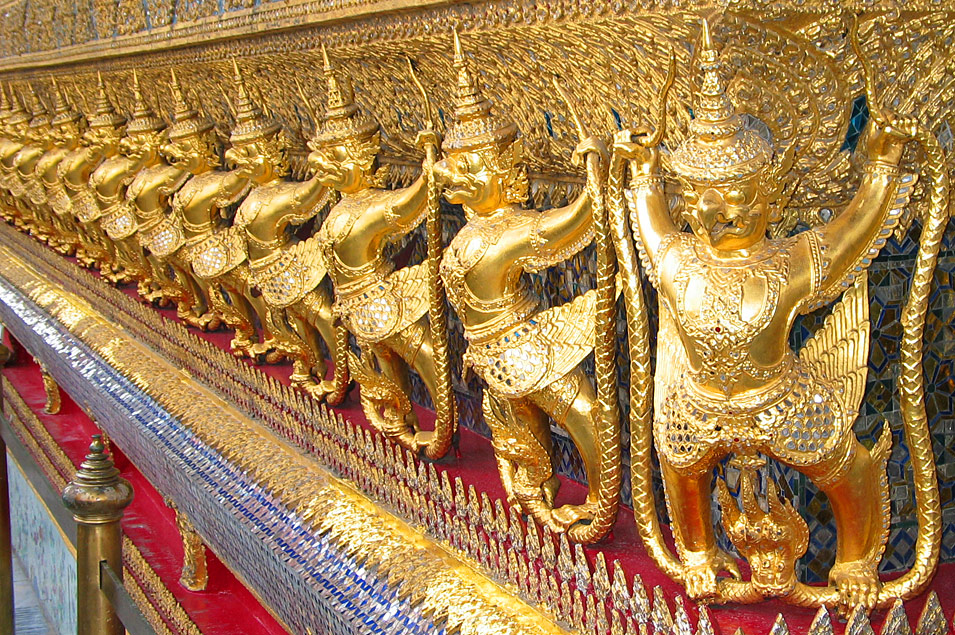
Garuda mit Nagas, Wat Phra Kaeo, Bangkok

Garuda (Thai: ครุฑ, krut) ist das persönliche Emblem des thailändischen Königs, der gemeinhin als Inkarnation Vishnus gilt. Buddhistische Könige der gegenwärtigen Chakri-Dynastie sind nach Rama benannt, einer weithin bekannten Inkarnation Vishnus: der verstorbene König, S. M. König Bhumibol Adulyadej, war Rama IX. Als einzige Kreatur, der es gestattet ist, oberhalb des Königs Kopf zu stehen, ist der Garuda auf königlichen Bannern abgebildet. Nur religiöse oder königliche Gebäude, Objekte oder Papiere haben die Ehre, Garuda abzubilden.
Der König verleiht die königlichen Garuda-Insignien auch verdienstvollen Unternehmen und Banken, daher kann Garuda auch von Fassaden bekannter Banken auf das geschäftige Volk herabsehen.
Beim Garuda handelt es sich gewöhnlich nicht um einen einsamen Vogel. In buddhistischen Legenden tauchen große Vögel in Schwärmen auf, die Garudas sind ihre Könige. Sie leben auf dornigen Bäumen in einem Wald namens Garutmatvan, der sich an den Hängen des Berges Meru befindet.

„In der Kambodscha-Architektur wird nicht nur Vischnu, sondern sein ganzer Tempel von Garuda getragen. Der Vogel tritt hier in großer Zahl auf, zu Karyatiden-Reihen geordnet, welche die Last des Bauwerks halten, das als eine irdische Nachbildung Vaikunthas, des Gottes himmlische Wohnung gedacht ist.“

Thailändische Künstler übernahmen diese Symbolik, indem sie einen Ring von Garudas darstellten, die die Kapelle des Smaragd-Buddha (siehe Wat Phra Kaeo) in Bangkok in die Luft heben. Dieses Motiv, Reihen von Garudas mit Nagas in den Klauen, ist jedoch in Thailand relativ selten anzutreffen.

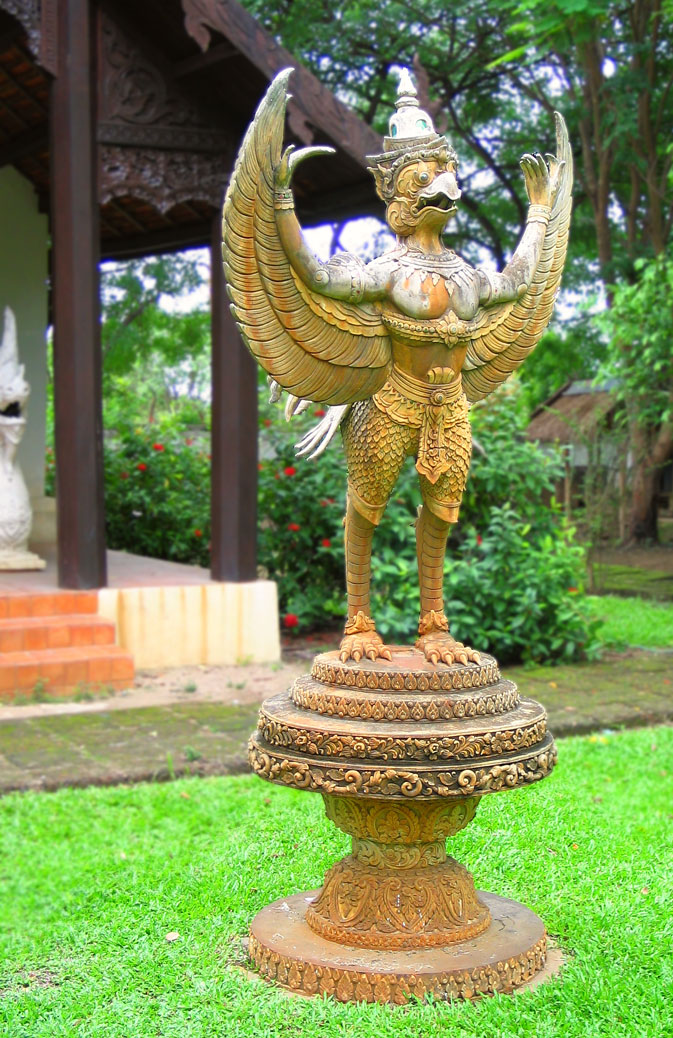
Garuda, Wat Chang Kham, Wiang Khum Kham, Chiang Mai
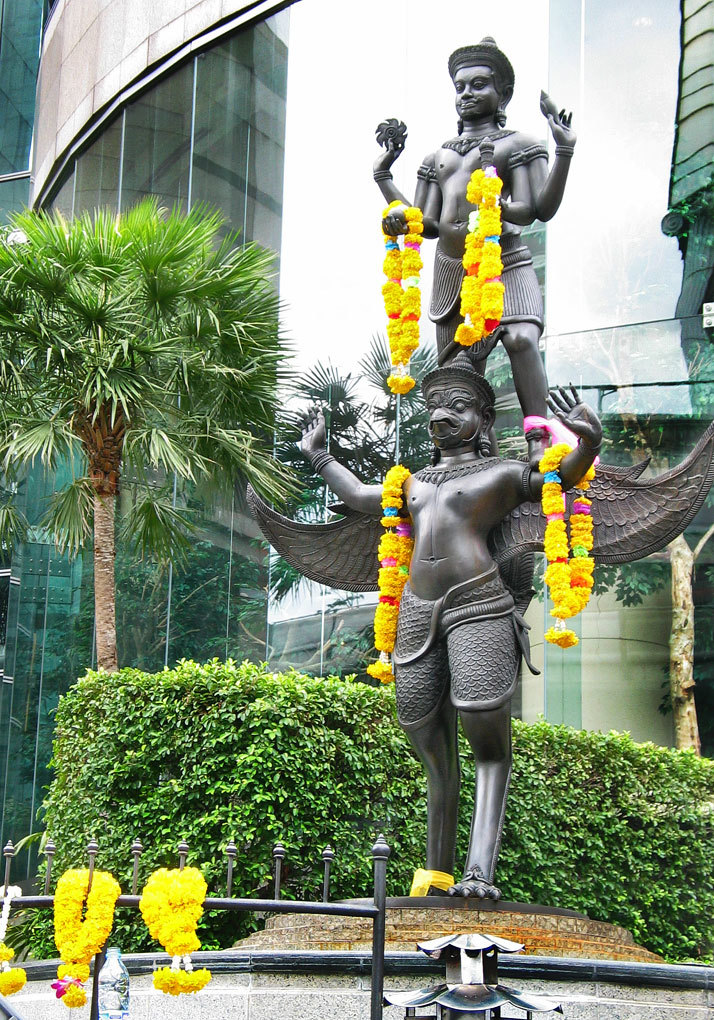
Vishnu auf Garuda vor dem Holiday Inn, Bangkok
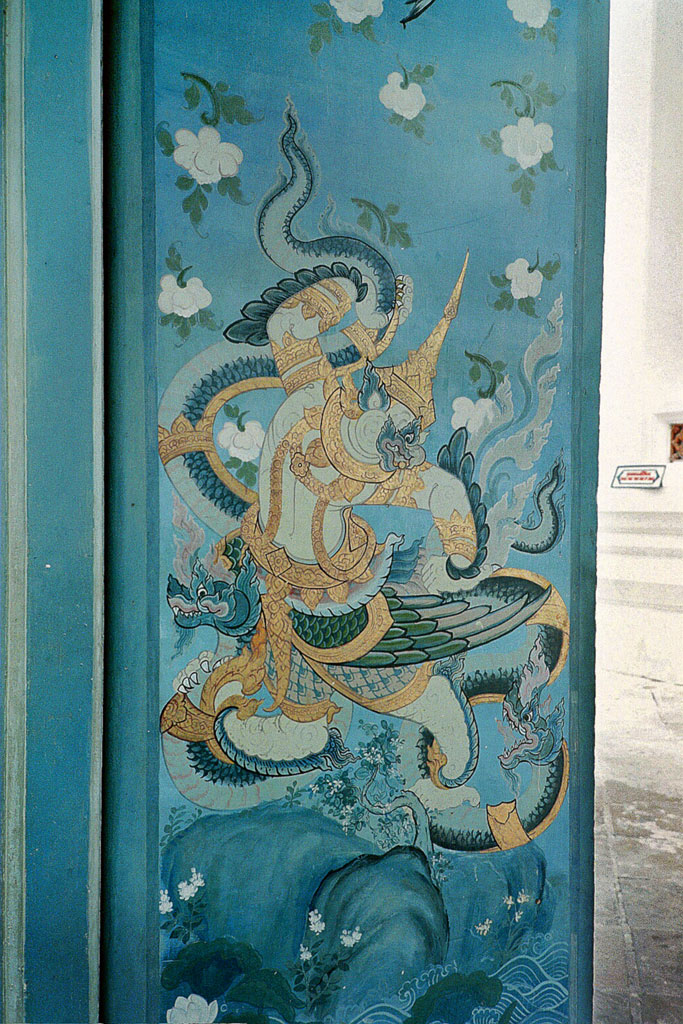
Eingangstür Ubosot Wat Suthat, Bangkok
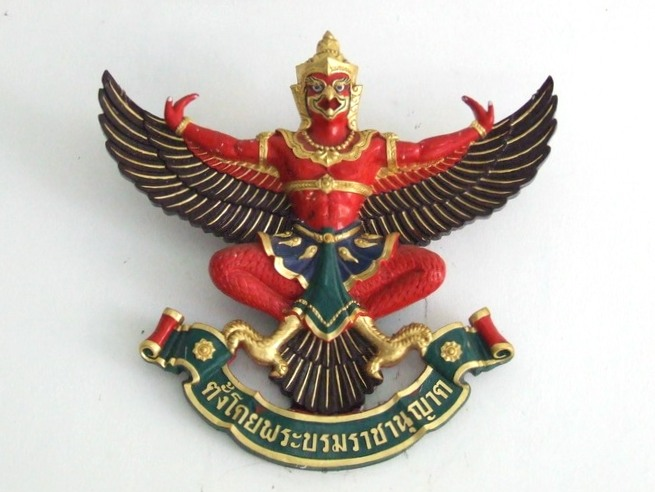
Garuda an einer Filiale der Siam Commercial Bank
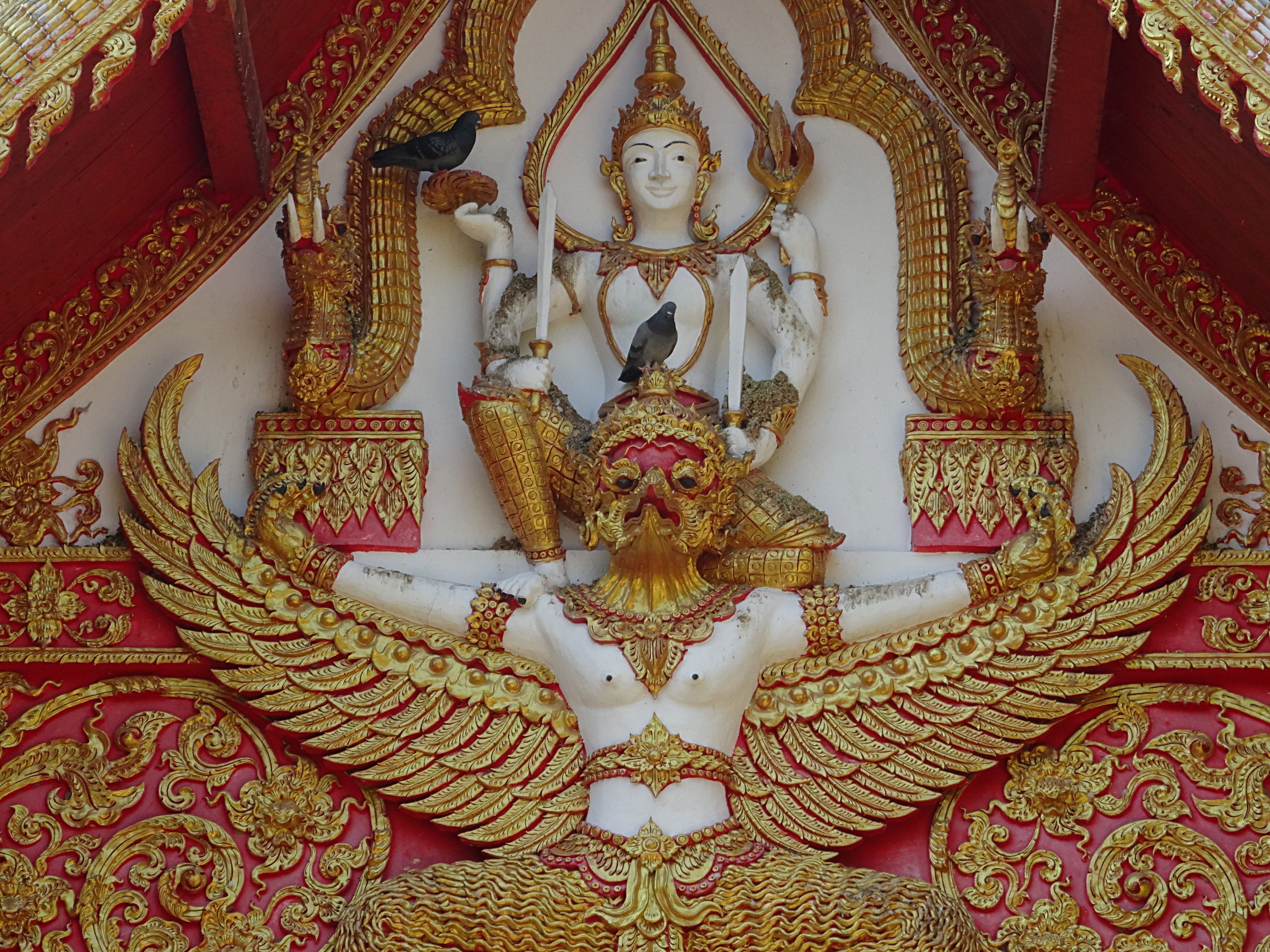
Detail im Wat Phrathat Lampang Luang

## Wappentier

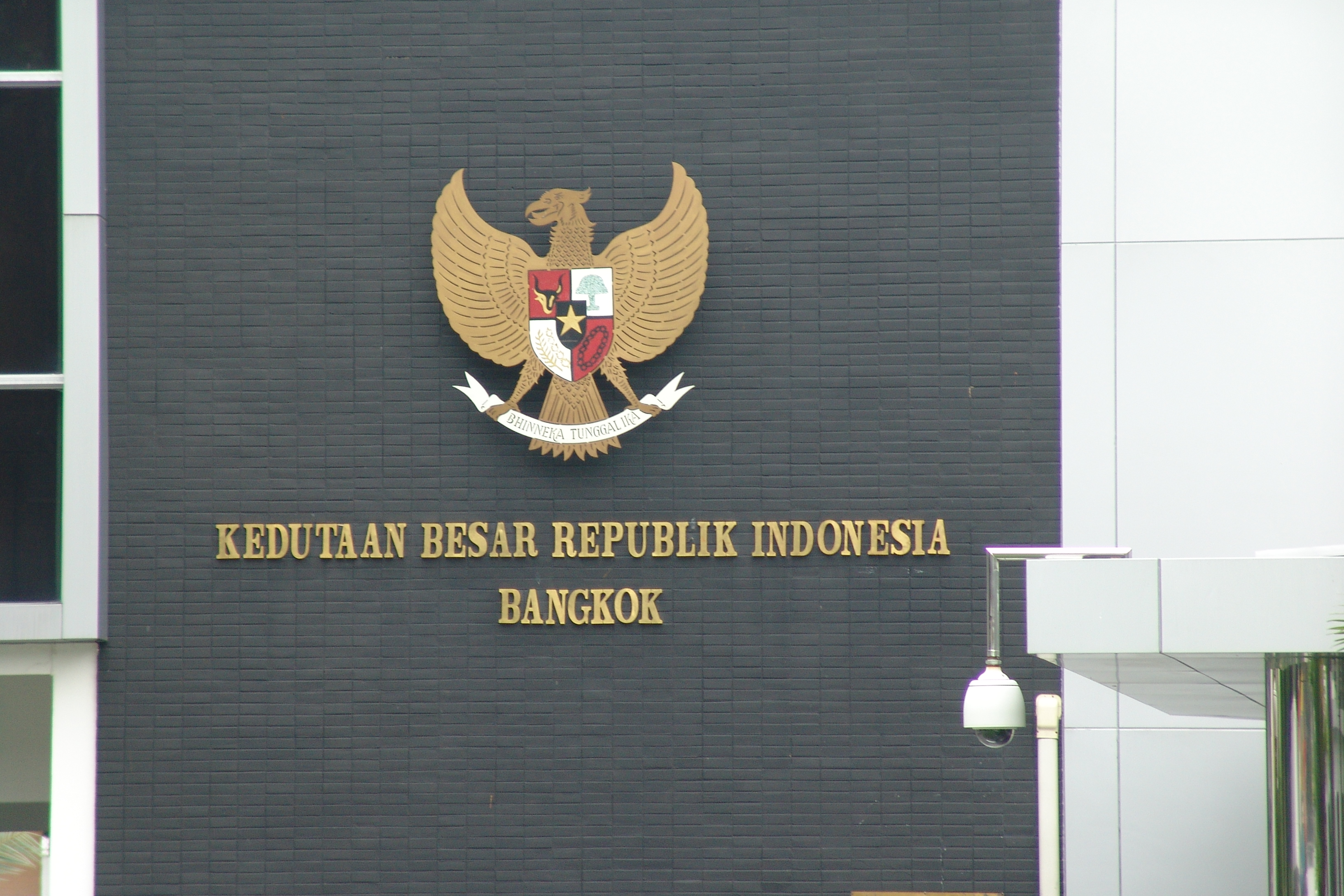
Hoheitszeichen: Garuda an der Botschaft der Republik Indonesien in Bangkok

Der Garuda gehört zu den Wappentieren als gemeine Figur in der Heraldik. In Europa wird dieses Tier als Figur in Wappen nicht verwendet.
Im Wappen Indonesiens ist der Garuda-Adler ein normaler goldener Adler.
Auch im Wappen Ulaanbaatars, der Hauptstadt der Mongolei, ist ein Garuda abgebildet.

Wappen der Republik Indonesien
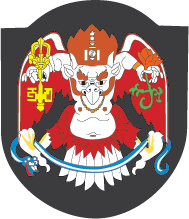
Wappen der Stadt Ulan-Bator (Mongolei)